# Czaikowate

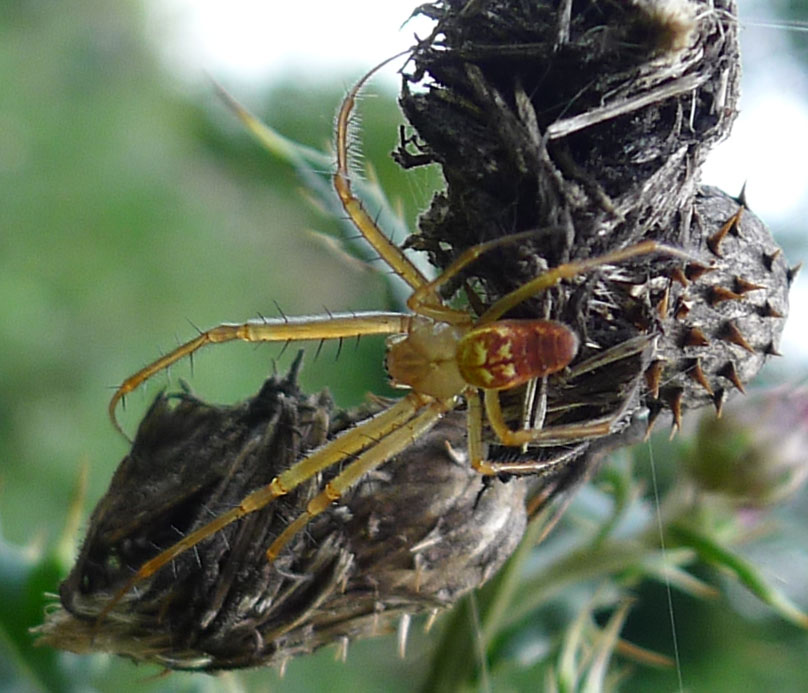
Samiec czaika wiosennego

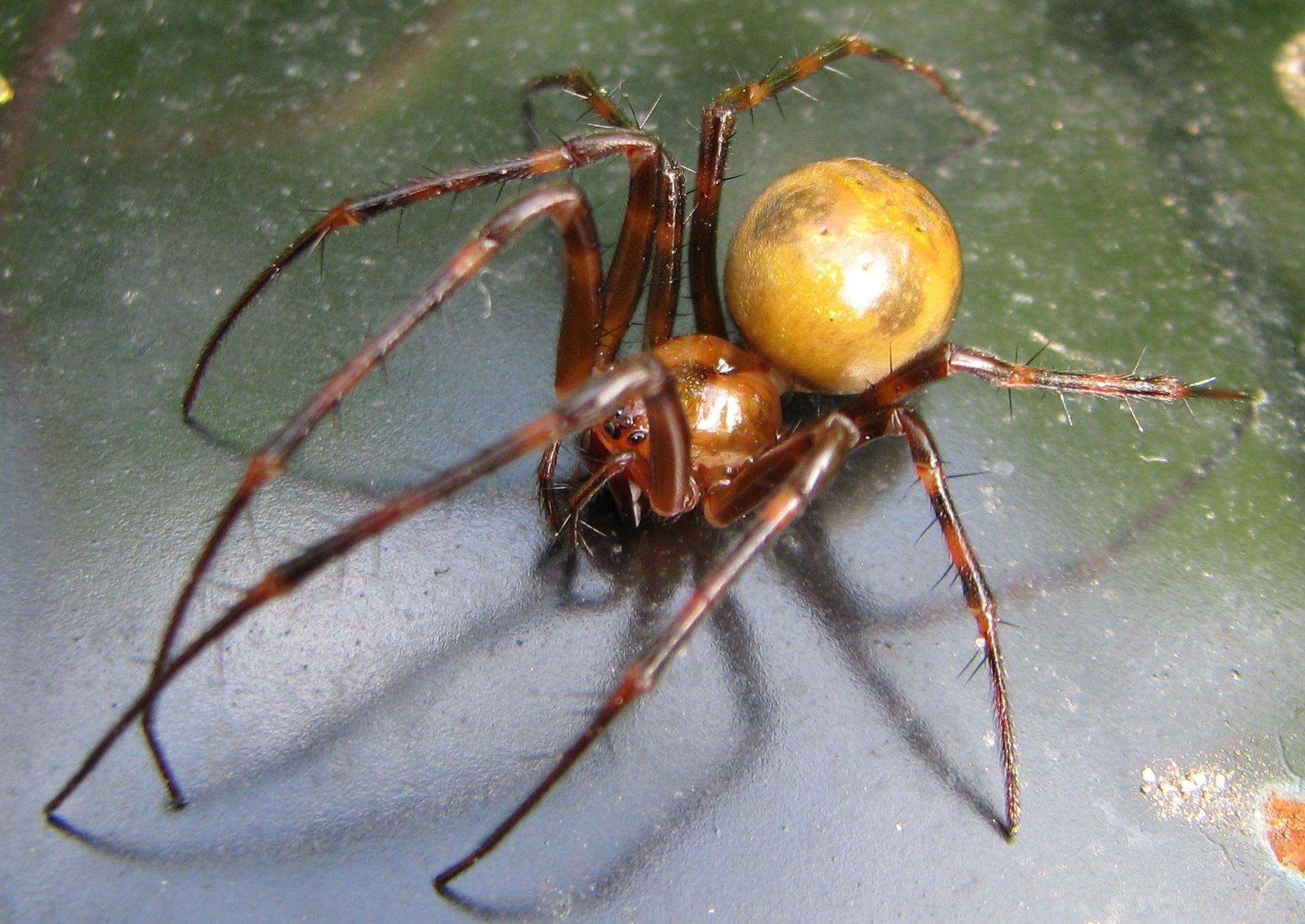
Samica sieciarza jaskiniowego

Czaikowate (Metainae) – podrodzina pająków z rodziny kwadratnikowatych, klasyfikowanej w infrarzędzie Araneomorphae z podrzędu Opisthothelae.

## Opis
Pająki o połyskującym ciele. Oczy tylno-boczne leżą blisko przednio-bocznych. Wysokość nadustka może być równa do dwukrotnie większej od szerokości oczu przednio-środkowych. Szczękoczułki zaopatrzone są w 3 lub 4 zęby na krawędzi przedniej i 4 na tylnej. Szczęki są prawie dwukrotnie dłuższe od wargi dolnej. Odnóża zaopatrzone są w kolce, trichobotria na goleniach i nadstopiach oraz trzy pazurki na końcach stóp. Kształt opistosomy zwykle jest owalny.
Nogogłaszczki samców cechuje wolne paracymbium, cymbium o płaskim, niekiedy masywnym wyrostku zewnętrzno-nasadowym (processus cymbialis ectobasalis) oraz pojedyncza apofiza na embolusie (MEA, ang. metaine embolic apophysis). Samice mają w różnym stopniu zesklerotyzowaną płytkę płciową. Ich narządy rozrodcze cechują się dobrze zesklerotyzowanymi ściankami spermatek i kanalikami zapładniającymi oraz krótszymi od połowy spermateki, a czasem niemal całkiem zanikłymi przewodami kopulacyjnymi.

## Biologia i występowanie
Czaikowate konstruują koliste sieci łowne o orientacji pionowej lub prawie pionowej i otwartych pępkach.
Podrodzina kosmopolityczna. W Polsce reprezentują ją 4 gatunki (zobacz: kwadratnikowate Polski). Spośród nich dwa: czaik jesienny i czaik wiosenny określane są jako prawdopodobnie najpospolitsze i najliczniej występujące pająki przędące koliste sieci łowne w północnej części Europy.

## Taksonomia
Takson ten wprowadzony został w 1894 roku przez Eugène’a Simona jako rodzina Metidae. Później jego status został obniżony do rangi podrodziny Metinae w obrębie kwadratnikowatych, a decyzją z 2013 roku jego nazwę zmieniono na Metainae dla uniknięcia homonimii z Metidae – wprowadzoną w 1872 roku nazwą rodziny skorupiaków. Skład taksonomiczny podrodziny czaikowatych znacząco i wielokrotnie zmieniał się na przestrzeni lat. Jednej z ostatnich redefinicji dokonali w 2009 roku Fernando Álvarez-Padilla i współpracownicy zaliczając do niej rodzaje Meta, Metellina, Dolichognatha, Chrysometa i Diphya. W 2018 Robert Kallal i Gustavo Hormiga opublikowali wyniki molekularnej analizy filogenetycznej kwadratnikowatych ze szczególnym uwzględnieniem czaikowatych. Silnie wspierają one monofiletyzm czaikowatych jako obejmujących 4 rodzaje: Meta, Metellina, Dolichognatha i, opisany w tejże pracy, Zhinu, natomiast rodzajów Diphya i Chryometa nie udało się na ich podstawie zaklasyfikować do żadnej z podrodzin. Odnośnie do relacji wewnątrz podrodziny to rodzaj Metellina zajmuje pozycję siostrzaną względem rodzaju Zhinu, a powstały tak klad pozycję siostrzaną względem rodzaju Dolichognatha, podczas gdy rodzaj Meta zajmuje pozycję bazalną w podrodzinie.
Dotychczas opisano 71 gatunków z tej rodziny, zgrupowanych w 4 rodzajach:
- Dolichognatha O. Pickard-Cambridge, 1869
- Meta C. L. Koch, 1836
- Metellina Chamberlin & Ivie, 1941
- Zhinu Kallal & Hormiga, 2018